# Bella a Sebastián
Bella a Sebastián (francouzsky Belle et Sébastien) je román spisovatelky a scenáristky Cécile Aubryové o šestiletém chlapci Sebastiánovi a jeho fence Belle, pyrenejském horském psovi, kteří žijí ve vesničce ve francouzských Alpách blízko italských hranic, kde se oba narodili téhož dne a kde bok po boku vyrůstali v domě stárnoucího horského chalupníka. Sebastián žije se svým adoptivním dědečkem Césarem a jeho dětmi, Angelinou a Jeanem. Sebastiánova matka, Romka, zemřela po porodu, když se snažila v den Svatého Šebestiána přejít hranice. 
Kniha je založena na stejnojmenném francouzském televizním seriálu z roku 1965, který napsala a režírovala rovněž Cécile Aubryová. Seriál měl 13 černobílých epizod a hlavní roli Sébastiena ztvárnil Aubryové syn Mehdi El Glaoui. Seriál měl značný úspěch a v 60. letech se vysílal i v zahraničí, včetně tehdejšího Československa. 
Následně byla série několikrát adaptována. V roce 1980 v Japonsku vznikla anime verze Meiken Jolie. Filmová verze z roku 2013 je zasazena do období 2. světové války a nazývá se taktéž Bella a Sebastián. V roce 2016 k ní byl vydán druhý díl s českým názvem Bella a Sebastián: Dobrodružství pokračuje a v roce 2018 třetí pokračování s názvem Bella a Sebastián: Přátelé navždy. 